# Khalid ibn Barmak
Khalid ibn Barmak, död troligen 781 eller 782 var en son till den siste barmaken, översteprästen vid templet i Nawhabar och tillhörde Barmakiderna.
Khalid ibn Barmak var katib, sekreterare och främste rådgivare åt As-Saffah och Al-Mansur och ivrigt verksam vid uppförandet av Bagdad, den nya rikshuvudstaden. Han utmärkte sig även i krig och som ståthållare över Tabaristan. Han var far till Jahja ibn Khalid.